# Koubi
Koubi est un village qui se situe dans la région du nord du Cameroun. Le village dépend du département de Faro et de l’arrondissement de Béka. Géographiquement, il se trouve à la limite de la frontière de la Commune de Beka proche des villages de Yelli et Bimba. Il compte parmi les 125 villages de la Commune de Béka. En 2005, il comptait plus de 1 000 habitants.

## Géographie
Koubi dépend de la commune de Beka, située dans le département du Faro, dans la région du nord du Cameroun. L’arrondissement, qui occupe plus de 4 000 km2, est limité au sud par Laro, au nord par Karine, à l’est par la commune de Poli et à l’ouest par le Nigeria. À Koubi, on retrouve l’immense relief de la chaîne montagneuse les monts Atlantika mais aussi d’autres massifs rocheux comme les massifs Balkossa et Hosseré.

### Climat
Koubi se caractérise par un climat de sahélien avec deux saisons distinctes : pluvieuse (mi-mai à mi-octobre avec un pic pour les mois de juillet, août et septembre) et sèche (mi-octobre à mi-mai). À cause de la présence des deux fleuves, Faro et Déo, le climat est fortement influencé. On constate que la température moyenne annuelle de la commune de Beka est d’environ Modèle:Tempéturature.
Les changements climatiques : depuis années, des effets secondaires climatiques apparaissent comme les fortes pluies fréquentes qui engendrent de l’érosion, du lessivage des sols, la destruction des plantes et l’inondation des champs. Autre facteur négatif : la hausse des températures néfaste pour l’agriculture et l’élevage (durcissement des sols, assèchement des plantes, perte de fertilité des sols, prolifération de quelques insectes, tarissement des cours d’eau et assèchement pâturage).

## Population
Selon le Bureau Central des Recensements et des Études de Population, le Koubi compte 1 179 habitants. Le recensement précise que 592 habitants sont des hommes et 587 habitants sont des femmes.

## Histoire
La commune de Beka, où se trouve le village de Koubi, a connu plusieurs vagues de migration ethniques pour conquérir les différents territoires. Aujourd’hui, la population est cosmopolite et se constitue de plusieurs ethnies comme les Tchamba, les Fulbés, les Wangaï ou bien les Koma.

## Société et religion
Religion : L’islam et le christianisme sont les deux religions principales de la commune de Beka. On estime qu’environ 85% de la population de la commune pratique la religion islamique et 10% des habitants sont chrétiens. En troisième position et avec 5% de la population, on retrouve la religion de l’animisme.

## Faune et flore
Flore : malgré la savane arbustive dans le nord, on retrouve quelques espèces lianescentes. Les espèces végétales les plus répandues sur le territoire sont : le karité, le bouleau d’Afrique, l’annonne (pomme-cannelle).
Quant au sud, elle est dominée par la savane arborée. Le paysage se compose de grands arbres comme le palmier et des plantes tropicales comme le cenchrus purpureus (une sorte de fougère tropicale).
Faune : Grâce à la réserve du Faro, la faune est diversifiée et riche. Panthère, éléphant, gazelle, girafe, hyène, lion et buffle s’y abritent. Dans l’eau, on retrouve divers poissons tels que des sardines, des silures, des tilapias ou bien des capitaines.

## Économie
Les activités économique de la commune se base majoritairement sur l’agriculture, l’élevage et la pêche. Néanmoins quelques activités, moins répandues, existent dans certains villages comme le commerce grâce aux marchés et l’artisanat.

### L’agriculture
La pratique de l’agriculture est l’activité la plus répandue dans la commune de Béka. À Koubi, on cultive le riz, le niébé, le mil, le maïs ou bien le sorgho. On cultive aussi aux alentours la canne à sucre, les aubergines, les arbres fruitiers comme le manguier, le manioc, la patate ou bien la calebasse. Les techniques de production sont plutôt classique : préparation du sol, labour, semis, entretien, traitement et récolte. Les agriculteurs utilisent les machettes, la haches ou bien les houes pour entretenir les sols. Pour la récolte, la traction asine ou bovine, les brouettes ou autres engins motorisés (motos, pick-up) interviennent.
Plusieurs facteurs peuvent nuire à la conservation des récoltes : les animaux, les feux, les mauvaises herbes.

### L’élevage
On élève souvent les bovins, les petits ruminants ou bien la volaille. Les pâturages se trouvent à proximité des deux rivières Faro et Déo.

### La pêche
Les rivières Faro et Déo permettent la pratique de la pêche. Les différentes techniques de pêche sont réalisées : la technique de la nasse, du barrage, le Taro ou l’épervier. Les pêcheurs collectent des tilapias, des carpes mais aussi des silures et des capitaines.

### Le commerce et l’artisanat
Grâce à son marché périodique et frontalier, le village de Koubi vend ses produits manufacturés et agricoles, à même le sol, dans un hangar construit en paille et supportés par des piquets. Les échanges avec les commerçants nigérians sont favorisés. Les produits les plus vendus sont : le riz, le maïs, les fruits et légume, la canne à sucre, les calebasses, le mil, le bétail mais aussi les poissons, les huiles médicinales à base de karité etc

## Projet communal en cours
La construction d’un forage pour un accès plus simple à l’eau est l’un des projets prioritaires[Quand ?] de la commune. En effet, il n’y a pas de point d’eau à l’école. D’autres projets sont également en cours[Quand ?] comme la construction de deux magasins au marché, l’acquisition de deux moulins à moudre ainsi que l’étude d’un système photovoltaïque.